# Шерер, Франц Эрнест
Франтишек (Франц) Фердинанд Эрнест Шерер (словац. František Ernest Scherer; 1 апреля 1805 — 16 марта 1879) — врач и бальнеолог. Пионер внедрения новых медицинских методик в санаторно-курортную индустрию.
Образование в области медицины и фармации получил в Вене. В 1828 году, после двух лет хирургической практики, поселился в городе Пьештяны, где стал первым курортным врачом. Ввёл научный подход к санаторно-курортному лечению. В 1863 году основал в Пьештянах Военную курортную лечебницу, под строительство которой отдал собственный участок земли и пожертвовал 4000 золотых.
Свои знания и наблюдения в области санаторно-курортного лечения описал в книге Die heissen Quellen und Bäder zu Pöstény in Ungarn ("Пьештянские горячие источники и ванны в Венгрии"), выпущенной в 1837 году в Лейпциге.
Покончил жизнь самоубийством вследствие тяжёлой болезни.
Похоронен в Пьештянах на кладбище у Братиславского шоссе.